# Problem dva tela
Problem dva tela, ili tаčnije rečeno gravitacijski problem dva tela, osnova je nebeske mehanike. Primenjuje se kod kretanja planeta oko Sunca, kretanja prirodnih satelita, te dvojnih zvezda. Kod proučavanja Njutnovog zakona gravitacije (opšteg zakona gravitacije) prećutno se drži da je masa satelita zanemariva u odnosu na masu središnjeg tela (m ≪ M). Takvo kretanje može se razmatrati kao problem jednog tela, a njegovo tumačenje je, svakako, najjednostavnije. Pretpostavka nije ispunjena već u sistemu Zemlje i Meseca. Iako Mesec ima 81 put manju masu nego Zemlja, njegov je uticaj na kretanje Zemlje oko Sunca merljiv. Problem dva tela je proučavanje kretanja u sistemu dva tela ako odnos njihovih masa nije beskonačan ili jednak nuli. Kod problema dva tela tačno vrede Keplerovi zakoni.
Problem tri tela u nebeskoj mehanici, za razliku od problema dva tela, nema opšte analitičko rešenje. Ograničeni oblik problema razmatra kretanje tri tela, s time da je treće telo tačkasto i bez mase. Za treće je telo Žozef Luj Lagranž našao da može neporemećeno da opstane u sistemu, na položaju 5 tačaka u ravni u kojoj se sva tela kreću (Lagranžove tačke). Potvrda je toga postojanje Trojanskih planetoida, koji se nalaze na Jupiterovoj stazi, 60° ispred i iza Jupitera, a slično se ponašaju i neki planetni sateliti. Kako u Sunčevom sistemu ima mnogo tela, ustanovljeno je da je staza svakoga tela poremećena ostalim telima, i to tim jače što je telo manje mase. Zato su Keplerovi zakoni samo približni. Otkloni su mali jedino zbog toga što su mase svih tela mnogo manje od Sunčeve. Nakon Isaka Njutna, nebeska mehanika razvijala se u matematičkoj obradi poremećaja (perturbacija), kao otklona od matematičkog rešenja problema dva tela, što zapravo znači otklon od elipse. Budući da su poremećaji mali, koristi se elipsa kojoj se parametri postupno menjaju; trenutna se elipsa naziva oskulirajućom. Diferencijalne jednačine koje izražavaju vremenske promene svih parametara elipse izveo je Žozef Luj Lagranž (Lagranžove planetarne jednačine); one su tačne (egzaktne), ali mogu se rešiti jedino numerički, uzastopnim približavanjima (sukcesivnim aproksimacijama), i to za ograničeno vremensko razdoblje.

## Dva nebeska tela različitih masa
U najjednostavnijem slučaju dva se tela kreću koncentričnim kružnicama. Centripetalno ubrzanje uzrokovano je gravitacionom silom. Sila između masa  i  uzajamna je i jednaka:
{\displaystyle F=G{\frac {M_{1}M_{2}}{r^{2}}}\ }
Ubrzanje jednog tela je:
{\displaystyle g_{1}=G{\frac {M_{2}}{r^{2}}}\ }
a ubrzanje drugog tela je:
{\displaystyle g_{2}=G{\frac {M_{1}}{r^{2}}}\ }
Svako pojedino ubrzanje određeno je masom onog drugog tela. Sila između tela je stalna i oba su ubrzanja stalna, ako je razmak tela r stalan, što je ispunjeno kod koncentričnih kružnih staza, pa je tada i brzina svakog tela stalna. Tela u jednako vreme obiđu svako po svojoj kružnici. Kada toga ne bi bilo, jednom bi se tela susrela na bližim delovima staza, drugi put na udaljenijim, pa ni sila ne bi bila stalna. Zato se tela moraju uvek nalaziti na dijametralno suprotnim tačkama svojih staza i zbir poluprečknika staza jednak je razmaku tela:
{\displaystyle r_{1}+r_{2}=r}
A kako tela obiđu staze u isto vreme, ophodne brzine su u istom odnosu u kojemu su obimi ili poluprečnici staza:
{\displaystyle {\frac {v_{1}}{v_{2}}}={\frac {r_{1}}{r_{2}}}}
Izjednačavanjem centripetalnih ubrzanja za svako telo s ubrzanjem gravitacijske sile, tako da je brzina izražena poluprečnikom i periodom ophoda staze P, dobija se:
{\displaystyle g_{1}={\frac {v_{1}^{2}}{r_{1}}}\ ={\frac {4\pi ^{2}r_{1}}{P^{2}}}\ ={\frac {GM_{2}}{r^{2}}}\ }
{\displaystyle g_{2}={\frac {v_{2}^{2}}{r_{2}}}\ ={\frac {4\pi ^{2}r_{2}}{P^{2}}}\ ={\frac {GM_{1}}{r^{2}}}\ }
Odnos desnih jednakosti iskazuje veoma važnu činjenicu:
{\displaystyle {\frac {r_{1}}{r_{2}}}={\frac {M_{2}}{M_{1}}}}
Razmak tela od zajedničkog centra kruženja obrnuto je srazmeran masama tih tela. To je svojstvo koje pokazuje centar mase ili težište nekog sistema masa. Kada se neko složeno telo nalazi u gravitacijskom polju, kretanje tog tela kao celine odvija se kao da je sva masa postavljena u centar mase. U slučaju svemirskog sistema sastavljenog od dva tela njihov će zajednički centar mase ili mirovati, ili će se kretati jednoliko po pravcu (ako na njega ne deluju sile drugih nebeskih tela). Sama tela će obilaziti oko centra mase. Spojnica dva tela uvek prelazi preko centra mase i ubrzanje je usmereno prema njemu. Lako se može osvedočiti da će sa povećanjem jedne mase na račun druge, centar mase stremiti prema većoj masi. Ubrzanje prvog tela postaje beznačajno, ako je masa drugog tela zanemariva prema masi prvog tela. To je bilo približenje (aproksimacija) učinjeno u problemu jednog tela. Tada se prvo telo, kao da je beskonačne mase, nalazilo u središtu kruženja. Tako se Sunce zamišlja u središtu kruženja planeta, a planete u središtu kruženja njihovih satelita.
Zbog relativno velike Mesečeve mase, Zemlja ne obilazi oko Sunca po elipsi. Oko Sunca po elipsi ustvari putuje baricentar (centar mase) sistema Zemlja - Mesec, a ne centar Zemlje. Ni Mesečeva staza oko Sunca nije elipsa, ali Mesec na stazi nikada ne čini petlje (iako se tako crta na malim crtežima); štaviše, staza mu nikada nije izbočena (konveksna) prema Suncu.
Ako zvezda ima tamnog pratioca (planetu velike mase), tada se u vlastitom kretanju zvezde mora javiti uticaj tog pratioca. Put zvezde će da krivuda oko linije kojom se kreće centar mase (baricentar).

## Treći Keplerov zakon za sistem dve mase
Treba sabrati izraze za ubrzanje prvog i drugog tela, i to njihove desne jednakosti, ali tako da se uvede zbir poluprečnika:
{\displaystyle g_{1}=G{\frac {M_{2}}{r^{2}}}\ }
{\displaystyle g_{2}=G{\frac {M_{1}}{r^{2}}}\ }
Proizlazi:
{\displaystyle {\frac {r^{3}}{P^{2}}}={\frac {G}{4\pi ^{2}}}\cdot (M_{1}+M_{2})}
U konstanti trećeg Keplerova zakona nalazi se ukupna masa dvojnog sistema.
U uopštenijem slučaju, tela se kretaću po eliptičnim stazama. Pritom su ispunjeni neki geometrijski uslovi. Ekscentricitet obe staze je jednak, smer velikih poluosa se podudara, a tela su na stazama uvek dijametralno suprotno onom žarištu u kojem je centar mase. Kod koncentričnih kružnica koje su razmatrane pre, razmak tela ima istu ulogu koju kod eliptičnih staza ima srednji razmak (zbir velikih poluosa), dok brzina po putanji ima ulogu srednje brzine.

## Literatura
- Landau, L. D.; EM, Lifshitz (1976). Mechanics (3rd. изд.). New York: Pergamon Press. ISBN 978-0-08-029141-3.
- Charles W. Misner; Kip Thorne; John Archibald Wheeler (1973). Gravitation. San Francisco: W. H. Freeman. ISBN 978-0-7167-0344-0.
- Arnold Sommerfeld (1970). Mechanics. Lectures on Theoretical Physics. I (4th изд.). New York: Academic Press. ISBN 978-0-12-654670-5.
- Symon KR (1971). Mechanics (3rd изд.). Reading, Massachusetts: Addison-Wesley. ISBN 0-201-07392-7.
- E. T. Whittaker (1937). A Treatise on the Analytical Dynamics of Particles and Rigid Bodies, with an Introduction to the Problem of Three Bodies (4th изд.). New York: Dover Publications. ISBN 978-0-521-35883-5.
- Ben-Chaim, Michael (2004), Experimental Philosophy and the Birth of Empirical Science: Boyle, Locke and Newton, Aldershot: Ashgate, ISBN 0-7546-4091-4, OCLC 53887772
- Agar, Jon (2012), Science in the Twentieth Century and Beyond, Cambridge: Polity Press, ISBN 978-0-7456-3469-2
- Alonso, M.; Finn, J. (1992). Fundamental University Physics. Addison-Wesley.
- Feynman, Richard (1999). The Feynman Lectures on Physics. Perseus Publishing. ISBN 978-0-7382-0092-7.
- Feynman, Richard; Phillips, Richard (1998). Six Easy Pieces. Perseus Publishing. ISBN 978-0-201-32841-7.
- Goldstein, Herbert; Charles P. Poole; John L. Safko (2002). Classical Mechanics (3rd изд.). Addison Wesley. ISBN 978-0-201-65702-9.
- Kibble, Tom W.B.; Berkshire, Frank H. (2004). Classical Mechanics (5th ed.). Imperial College Press. ISBN 978-1-86094-424-6.
- Kleppner, D.; Kolenkow, R.J. (1973). An Introduction to Mechanics. McGraw-Hill. ISBN 978-0-07-035048-9.
- Landau, L.D.; Lifshitz, E.M. (1972). Course of Theoretical Physics, Vol. 1 – Mechanics. Franklin Book Company. ISBN 978-0-08-016739-8.
- Morin, David (2008). Introduction to Classical Mechanics: With Problems and Solutions (1st изд.). Cambridge: Cambridge University Press. ISBN 978-0-521-87622-3.
- Gerald Jay Sussman; Jack Wisdom (2001). Structure and Interpretation of Classical Mechanics. MIT Press. ISBN 978-0-262-19455-6.
- O'Donnell, Peter J. (2015). Essential Dynamics and Relativity. CRC Press. ISBN 978-1-4665-8839-4.
- Thornton, Stephen T.; Marion, Jerry B. (2003). Classical Dynamics of Particles and Systems (5th ed.). Brooks Cole. ISBN 978-0-534-40896-1.
- Aarseth, Sverre J. (2003). Gravitational n-body Simulations, Tools and Algorithms. Cambridge: Cambridge University Press. ISBN 978-0-521-43272-6.
- Alligood, K. T.; Sauer, T. D.; Yorke, J. A. (1996). Chaos: An Introduction to Dynamical Systems. New York: Springer. стр. 46—48. ISBN 978-0-387-94677-1.
- Bate, Roger R.; Mueller, Donald D.; White, Jerry (1971). Fundamentals of Astrodynamics. New York: Dover Publications. ISBN 978-0-486-60061-1.
- Blanchet, Luc (2001). „On the two-body problem in general relativity”. Comptes Rendus de l'Académie des Sciences, Série IV. 2 (9): 1343—1352. Bibcode:2001CRASP...2.1343B. S2CID 119101016. arXiv:gr-qc/0108086 . doi:10.1016/s1296-2147(01)01267-7.
- Board, John A. Jr.; Humphres, Christopher W.; Lambert, Christophe G.; Rankin, William T.; Toukmaji, Abdulnour Y. (1999). „Ewald and Multipole Methods for Periodic n-Body Problems”.  Ур.: Deuflhard, Peter; Hermans, Jan; Leimkuhler, Benedict; Mark, Alan E.; Reich, Sebastian; Skeel, Robert D. Computational Molecular Dynamics: Challenges, Methods, Ideas. Berlin & Heidelberg: Springer. стр. 459—471. CiteSeerX 10.1.1.15.9501 . ISBN 978-3-540-63242-9. doi:10.1007/978-3-642-58360-5_27.
- Bronowski, Jacob; Mazlish, Bruce (1986) [1960]. The Western Intellectual Tradition, from Leonardo to Hegel. New York: Dorset Press. ISBN 978-0-88029-069-2.
- Celletti, Alessandra (2008). „Computational celestial mechanics”. Scholarpedia. 3 (9): 4079. Bibcode:2008SchpJ...3.4079C. doi:10.4249/scholarpedia.4079 .
- Chenciner, Alain (2007). „Three body problem”. Scholarpedia. 2 (10): 2111. Bibcode:2007SchpJ...2.2111C. doi:10.4249/scholarpedia.2111 .
- Chierchia, Luigi; Mather, John N. (2010). „Kolmogorov–Arnold–Moser Theory”. Scholarpedia. 5 (9): 2123. Bibcode:2010SchpJ...5.2123C. doi:10.4249/scholarpedia.2123 .
- Cohen, I. Bernard (март 1980). „Newton's Discovery of Gravity”. Scientific American. 244 (3): 167—179. Bibcode:1981SciAm.244c.166C. doi:10.1038/scientificamerican0381-166.
- Cohen, I. Bernard (1985). The Birth of a New Physics, Revised and Updated. New York: W. W. Norton & Co. ISBN 978-0-393-30045-1.
- Diacu, F. (1996). „The solution of the n-body problem” (PDF). The Mathematical Intelligencer. 18 (3): 66—70. S2CID 119728316. doi:10.1007/bf03024313. Архивирано из оригинала (PDF) 04. 03. 2016. г. Приступљено 23. 06. 2023.
- Féjoz, J. (2004). „Démonstration du 'théorème d'Arnold' sur la stabilité du système planétaire (d'après Herman)”. Ergodic Theory Dynam. Systems. 24 (5): 1521—1582. S2CID 123461135. doi:10.1017/S0143385704000410.
- Heggie, Douglas; Hut, Piet (2003). The Gravitational Million-Body Problem, A Multidisciplinary Approach to Star Cluster Dynamics. Cambridge: Cambridge University Press. ISBN 978-0-521-77303-4.
- Heggie, Douglas C. (1991). „Chaos in the n-body Problem of Stellar Dynamics”.  Ур.: Roy, A. E. Predictability, Stability and Chaos in n-Body Dynamical Systems. New York: Plenum Press. ISBN 978-0-306-44034-2.
- Hufbauer, Karl (1991). Exploring the Sun: Solar Science since Galileo. Baltimore: Johns Hopkins University Press, sponsored by the NASA History Office. ISBN 978-0-8018-4098-2.
- Krumscheid, Sebastian (2010). Benchmark of fast Coulomb Solvers for open and periodic boundary conditions (Извештај). Technical Report FZJ-JSC-IB-2010-01. Jülich Supercomputing Centre. CiteSeerX 10.1.1.163.3549 .
- Kurth, Rudolf (1959). Introduction to the Mechanics of the Solar System. London: Pergamon Press. ISBN 978-0-08-009141-9.
- Leimanis, E.; Minorsky, N. (1958). „Part I: "Some Recent Advances in the Dynamics of Rigid Bodies and Celestial Mechanics" (Leimanis); Part II: "The Theory of Oscillations" (Minorsky)”. Dynamics and Nonlinear Mechanics. New York: John Wiley & Sons. ASIN B0006AVKQW. OCLC 1219303.
- Lindsay, Robert Bruce (1961). Physical Mechanics (3rd изд.). Princeton: D. Van Nostrand Co. ASIN B0000CLA7B. OCLC 802752879.
- Meirovitch, Leonard (1970). Methods of Analytical Dynamics. New York: McGraw-Hill Book Co. ISBN 978-0-07-041455-6.
- Meyer, Kenneth Ray; Hall, Glen R. (2009). Introduction to Hamiltonian Dynamical Systems and the n-body Problem. New York: Springer Science & Business Media. ISBN 978-0-387-09724-4.
- Mittag-Leffler, G. (1885—1886). „The n-body problem (Prize Announcement)”. Acta Mathematica. 7: I—VI. doi:10.1007/BF02402191 .
- Moulton, Forest Ray (1970). An Introduction to Celestial Mechanics. New York: Dover Publications. ISBN 978-0-486-62563-8.
- Newton, Isaac (1687). Philosophiae Naturalis Principia Mathematica (на језику: Latin). Londini [London]: Jussu Societatis Regiæ ac Typis Josephi Streater. Prostat apud plures Bibliopolas. OCLC 915353069. Also English translation of 3rd (1726) edition by I. Bernard Cohen and Anne Whitman (Berkeley, CA, 1999). . ISBN 978-0-520-08817-7. Недостаје или је празан параметар |title= (помоћ).
- Ram, Parikshit; Lee, Dongryeol; March, William B.; Gray, Alexander G. (2009). „Linear-time Algorithms for Pairwise Statistical Problems” (PDF). NIPS: 1527—1535. Архивирано из оригинала (PDF) 2017-04-21. г. Приступљено 2014-03-28.
- Rosenberg, Reinhardt M. (1977). „Chapter 19: About Celestial Problems”. Analytical Dynamics, of Discrete Systems. New York: Plenum Press. стр. 364—371. ISBN 978-0-306-31014-0.
- Gallant, Roy A. (1968). The Nature of the Universe. Garden City, NY: Doubleday. In partnership with Science Service. OCLC 689289.
- Sundman, K. F. (1912). „Mémoire sur le problème de trois corps”. Acta Mathematica. 36: 105—179. doi:10.1007/bf02422379 .
- Tisserand, François Félix (1894). „Traité de Mécanique Céleste” (PDF). Lilliad - Université de Lille - Sciences et Technologies. Paris: Gauthier-Villars Et Fils. III: 27. OCLC 951409281. hdl:1908/4228.
- Trenti, Michele; Hut, Piet (2008). „n-body simulations”. Scholarpedia. 3 (5): 3930. Bibcode:2008SchpJ...3.3930T. doi:10.4249/scholarpedia.3930 .
- Truesdell, Clifford (1968). Essays in the History of Mechanics. Berlin; Heidelberg: Springer-Verlag. ISBN 978-3-642-86649-4.
- Van Winter, Clasine (1970). „The n-body problem on a Hilbert space of analytic functions”.  Ур.: Gilbert, Robert P.; Newton, Roger G. Analytic Methods in Mathematical Physics. New York: Gordon and Breach. стр. 569—578. OCLC 848738761.
- Wang, Qiudong (1991). „The global solution of the n-body problem”. Celestial Mechanics and Dynamical Astronomy. 50 (1): 73—88. Bibcode:1991CeMDA..50...73W. ISSN 0923-2958. MR 1117788. S2CID 118132097. doi:10.1007/BF00048987.
- Xia, Zhihong (1992). „The Existence of Noncollision Singularities in Newtonian Systems”. Annals of Mathematics. 135 (3): 411—468. JSTOR 2946572. doi:10.2307/2946572.

## Spoljašnje veze
- Two-body problem at Eric Weisstein's World of Physics
- Two-body Central Force Problems by D. E. Gary of the New Jersey Institute of Technology
- Motion in a Central-Force Field Архивирано на веб-сајту  (21. септембар 2018) by A. Brizard of Saint Michael's College
- Motion under the Influence of a Central Force by G. W. Collins, II of Case Western Reserve University
- Video lecture by W. H. G. Lewin of the Massachusetts Institute of Technology